# Pachyderm Studio

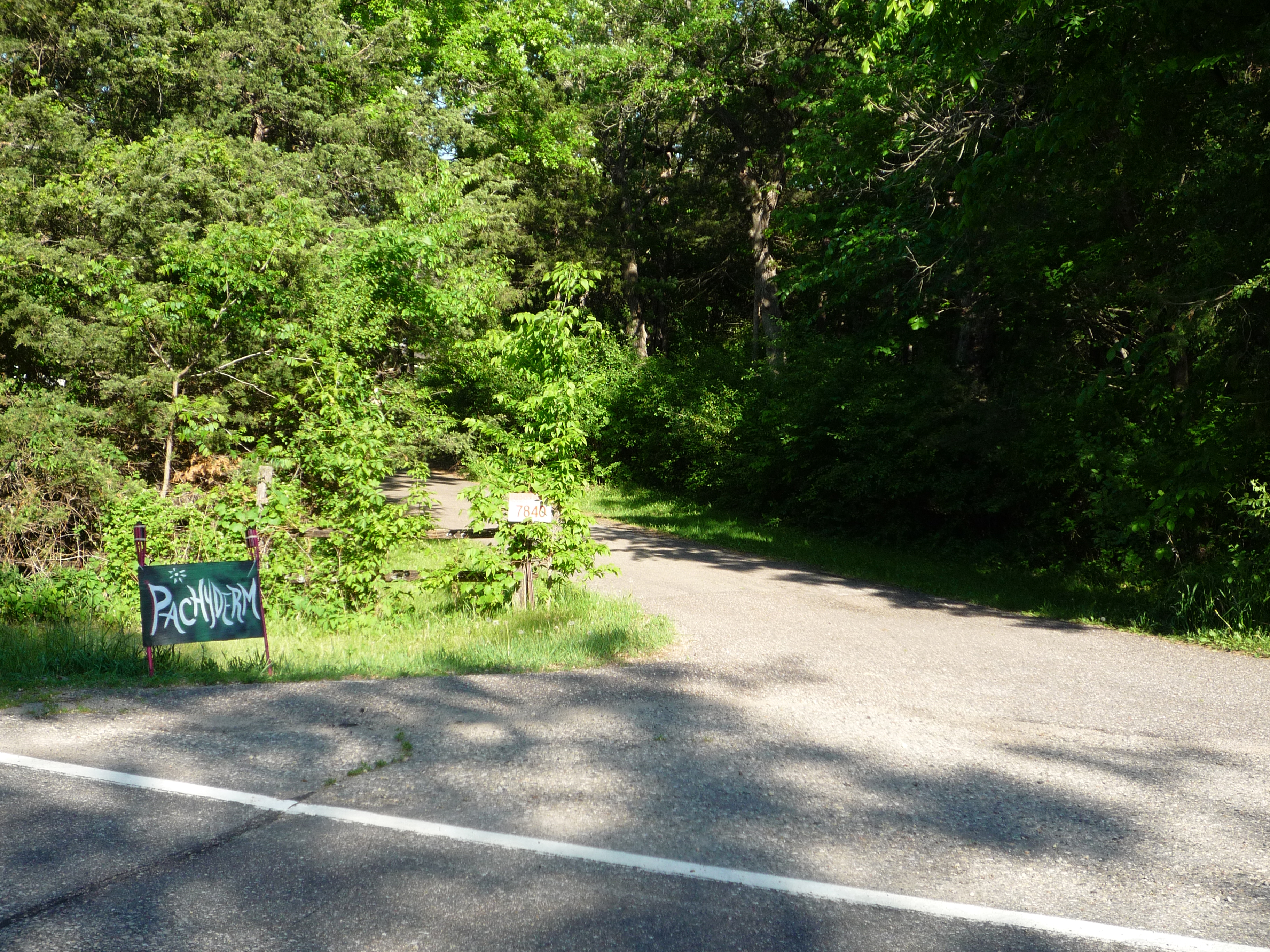
Sinal e entrada para o estúdio isolado.

Pachyderm Recording Studio é um estúdio de gravação residencial localizado em Cannon Falls, Estados Unidos, 57,6 km a sudeste do Aeroporto Internacional de Minneapolis-Saint Paul. 

## Gravações selecionadas feitas no Pachyderm
- Armchair Apocrypha – Andrew Bird
- Arise Therefore – Palace
- From Here to Infirmary  – Alkaline Trio
- Grave Dancers Union – Soul Asylum
- Hollywood Town Hall – The Jayhawks
- In Utero – Nirvana
- Rapture – Bradley Joseph
- Rid of Me – P.J. Harvey
- Seamonsters – The Wedding Present
- Stuart Davis – Stuart Davis
- The End of All Things to Come  –  Mudvayne
- Throwing Copper – Live
- Fontanelle – Babes In Toyland
- Prog – The Bad Plus

Outros trabalhos por:
Sybris,
Greg Brown, 
Howie Day,
Explosions in the Sky, 
Golden Smog, 
Joe Henry, 
Indigenous,
Mason Jennings, 
Alice Peacock, 
The Paper Chase,
Ramblin' Jack Elliot,
Brian Setzer,
Son Volt, 
Superchunk, 
The Appleseed Cast, 
The Breeders, 
The Polyphonic Spree,
The Wedding Present,
You Am I, 
Hum, 
They Might Be Giants, e
U.S. Maple.